# Billie Sol Estes
Billie Sol Estes (* 10. Januar 1925 bei Clyde, Texas; † 14. Mai 2013 in Granbury, Texas) war ein US-amerikanischer Geschäftsmann und Bankier, der um 1960 eng mit dem späteren US-Präsidenten Lyndon B. Johnson befreundet war. Er gilt einigen Autoren als Schlüsselfigur beim Attentat auf John F. Kennedy.

## Leben
Estes wurde am 10. Januar 1925 als Kind von John und Lillian Estes auf einem Bauernhof in der Nähe von Clyde geboren. Er war eines von sechs Kindern des Ehepaars.
Um 1955 war er bereits einer der weltweit größten Händler von flüssigem Ammoniak-Dünger und unterstützte nebenbei die Demokratische Partei mit großzügigen Spenden. Er deutete auch verschiedentlich an, einzelne Politiker bestochen zu haben. Ende der 1950er Jahre begann er in großem Stil mit Hypotheken-Betrug, der 1962 schließlich aufgedeckt wurde. Die Anklage gegen ihn entwickelte sich zu einem der größten Korruptions-Skandale der USA, und Estes wurde zu 24 Jahren Gefängnis verurteilt. Später wurde das Urteil durch den Obersten Gerichtshof der Vereinigten Staaten aufgehoben und Estes 1971 auf Bewährung entlassen. Der Journalist Oscar Griffin Jr., der den Skandal aufgedeckt hatte, erhielt für seine Recherchen 1963 den Pulitzer-Preis.
Acht Jahre später kam Estes wegen eines anderen betrügerischen Delikts erneut vor Gericht und musste diesmal vier Jahre im Gefängnis verbringen. Im November 1983 wurde er entlassen.

## Estes’ Hinweise zum Kennedy-Mord
Am 9. August 1984 richtete Estes’ Anwalt Douglas Caddy einen Brief an Stephen S. Trott vom Justizministerium der Vereinigten Staaten. Darin bezichtigte er Lyndon B. Johnson, an der Ermordung von John F. Kennedy beteiligt gewesen zu sein. Eine Schlüsselrolle komme dabei Malcolm Wallace zu, einem Freund Johnsons, der einer der Attentäter gewesen sei. Zugleich bot Estes an, detaillierte Informationen über sieben weitere unaufgeklärte Morde aus dem Umfeld von Johnson zur Verfügung zu stellen, wenn ihm dafür Straffreiheit gewährt würde, zumal er an keinem dieser Verbrechen unmittelbar beteiligt gewesen sei. Der Deal kam nicht zustande, da Trott in seinem Antwortschreiben vom 13. September darauf bestand, dass Estes dem FBI wirklich sämtliche ihm bekannten Informationen zu den genannten Morden zur Verfügung stelle und keine darunter sind, die gegen ihn verwendet werden können.
Estes ist daher die wichtigste Referenz für Autoren, die Johnson mit dem Mord an Kennedy in Verbindung bringen wollen, die bekanntesten sind Barr McClellan und Roger Stone.
Sol Estes ist einer von mehr als zwanzig Personen, die Geständnisse und Aussagen über die wahren Täter des Kennedy-Attentats abgegeben haben sollen. Die meisten davon schließen sich gegenseitig aus.